# Protosticta pariwonoi
Protosticta pariwonoi är en trollsländeart som beskrevs av Van Tol 2000. Protosticta pariwonoi ingår i släktet Protosticta och familjen Platystictidae. Inga underarter finns listade i Catalogue of Life.